# Andrzej Radzikowski (związkowiec)
Andrzej Radzikowski (ur. 1953 w Warszawie) – polski działacz związkowy, w latach 2019–2022 przewodniczący Ogólnopolskiego Porozumienia Związków Zawodowych.

## Życiorys
Ukończył studia pedagogiczne na kierunku matematyka i informatyka nauczycielska. Pracował jako nauczyciel, a także piastował funkcję dyrektora szkoły. Sprawował także kierownicze funkcje w administracji państwowej, m.in. jako kierownik Delegatury Mazowieckiego Urzędu Wojewódzkiego w Siedlcach (2004), oraz prowadził własną działalność gospodarczą. Od 1978 należy do Związku Nauczycielstwa Polskiego, gdzie był między innymi prezesem oddziału, okręgu oraz członkiem Prezydium Zarządu Głównego ZNP. W ramach Ogólnopolskiego Porozumienia Związków Zawodowych był między innymi członkiem Rady OPZZ, a także członkiem Prezydium OPZZ w kadencji 2002–2006. Od 2005 był też zatrudniony jako radca, a później dyrektor Wydziału Międzynarodowego OPZZ. 
We wrześniu 2019 został wybrany na przewodniczącego OPZZ. W grudniu 2022 jego następcą został Piotr Ostrowski.

## Wybrane odznaczenia[5]
- Złoty Krzyż Zasługi,
- Srebrny Krzyż Zasługi,
- Brązowy Krzyż Zasługi,
- Medal Komisji Edukacji Narodowej,
- Srebrny Krzyż „Za Zasługi dla ZHP”
- Złota Honorowa Odznaka ZMW,
- Złota Odznaka ZNP